# Llista de catenae de Dione
En aquest article només es mostra els noms oficials aprovats per la Unió Astronòmica Internacional (UAI).
Aquesta és una llista de catenae amb nom de Dione

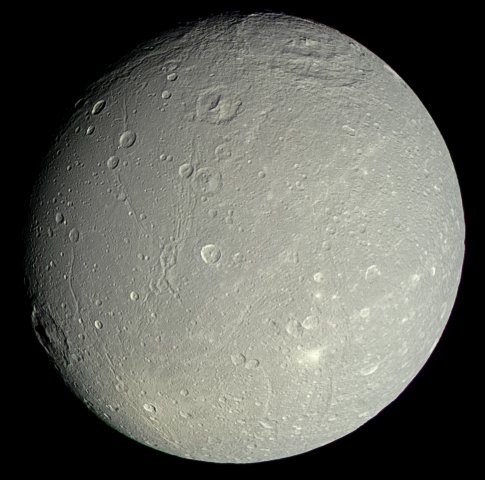
Imatge de Dione presa per la sonda Cassini, 2011
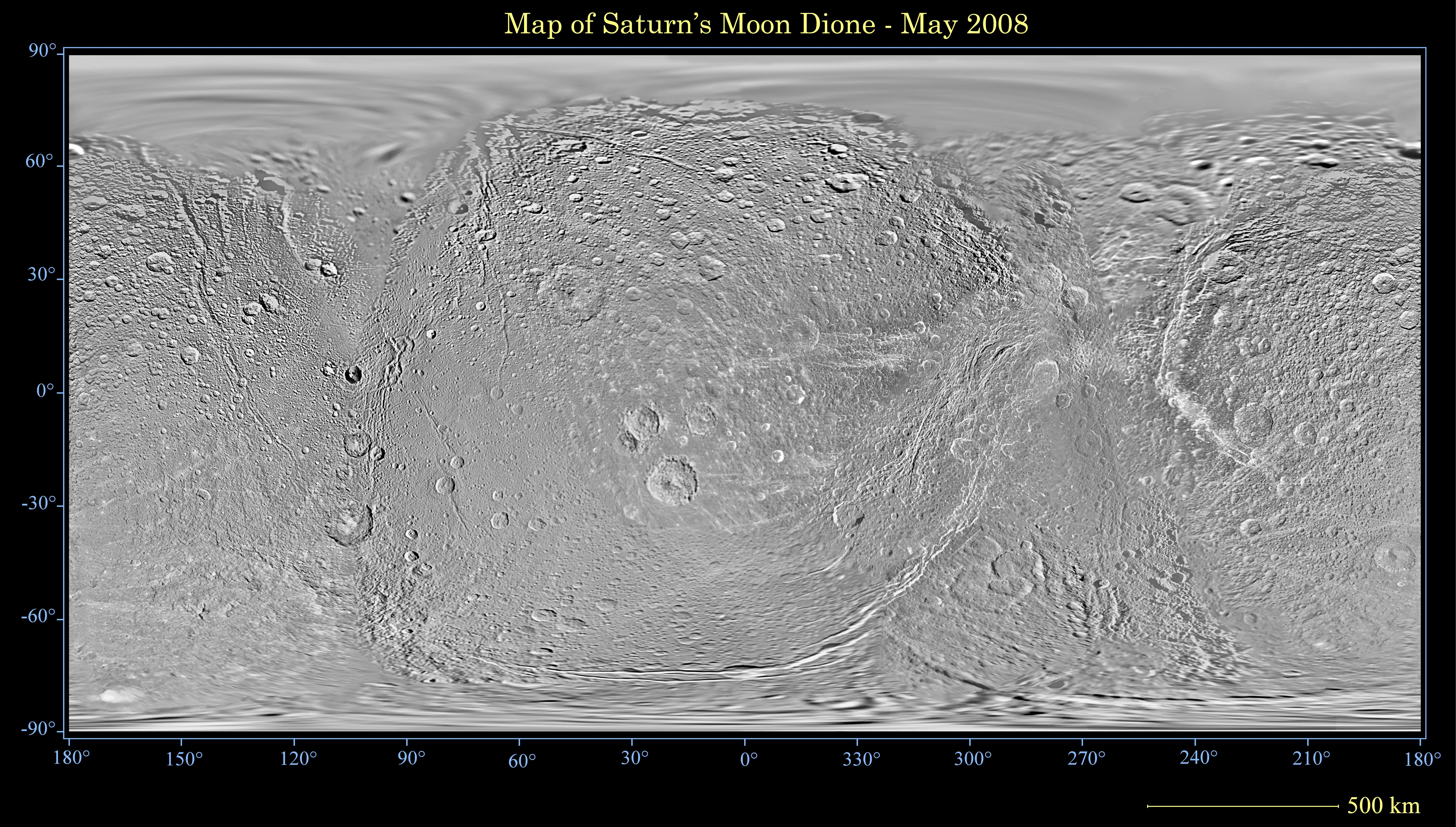
Mapa topogràfic de Dione

## Llista
Les catenae de Dione porten els noms de personatges i llocs de l’Eneida de Virgili.
La latitud i la longitud es donen com a coordenades planetogràfiques amb longitud oest (+ Oest; 0-360).
| Catena            | Coordenades                            | Diàmetre (km) | Epònim | Ref.  |
| ----------------- | -------------------------------------- | ------------- | --- | ----- |
| Aufidus Catena    | 78° 00′ S, 296° 24′ O / 78°S,296.4°O   | 275,00        | Riu al territori d'Apúlia de Diomedes, actualment anomenat Ofanto.                                             | WGPSN |
| Pactolus Catena   | 8° 47′ N, 327° 09′ O / 8.79°N,327.15°O | 180,00        | Riu de Lídia que es diu que portava pols d'or després que el rei Mides es rentés les mans en les seves aigües. | WGPSN |
| Pantagias Catenae | 15° 18′ S, 141° 42′ O / 15.3°S,141.7°O | 200,00        | Riu de Sicília.                                                                                                | WGPSN |